# Qualificazioni alla AFC Champions League 2002-2003
La formula della AFC Champions League 2003 prevedeva una fase preliminare di qualificazione, composta da 4 turni eliminatori (3 per l'area orientale) con la formula degli incontri A/R.
Ogni zona di qualificazione esprimeva 4 squadre che avrebbero avuto accesso alla fase finale, per un totale di 8 squadre.

## Zona 1 (Asia occidentale)
Fra parentesi, il punteggio complessivo degli incontri.

### 1º turno eliminatorio
Dei tre incontri previsti, due sono stati annullati in seguito al ritiro di Al-Nasr Salala (motivi logistici e finanziari) e Al-Aqsa.
| 13 agosto 2002 | Al-Ansar | – | Al-Nasr Salala |  |

| 28 agosto 2002 | Al-Nasr Salala | – | Al-Ansar |  |

| 13 agosto 2002 | Al-Aqsa | – | Zhashtyk |  |

| 27 agosto 2002 | Zhashtyk | – | Al-Aqsa |  |

| Amman 13 agosto 2002                                                                     | Al-Wihdat | 3 – 2                  | Al-Nejmeh | Stadio Re Abdullah II |
| \| \| \| \| \| al-Kord 8’ Daud 70’, 80’ (rig.) \| Marcatori \| 10’ Hjeijh 82’ Flaifel \| |           |                        |           |                       |
|                                                                                          |           |                        |           |                       |
| al-Kord 8’ Daud 70’, 80’ (rig.)                                                          | Marcatori | 10’ Hjeijh 82’ Flaifel |           |                       |

| Beirut 28 agosto 2002 | Al-Nejmeh | 0 – 0 | Al-Wihdat | Stadio Municipale di Beirut |

Passano il turno Al-Ansar (rinuncia), Zhashtyk (rinuncia) e Al-Wihdat (3-2).

### 2º turno eliminatorio
Degli otto incontri previsti, quattro sono stati annullati in seguito alla squalifica di Busaitin, Essa Town (mancato rispetto dei criteri di qualificazione) e FK Khujand (sospensione della Federazione tagika) ed al ritiro di Kopetdag Asgabat (motivi finanziari).
| Oš 11 settembre 2002                                    | Zhashtyk  | 0 – 2                 | Al-Ahli |  |
| \| \| \| \| \| \| Marcatori \| 16’ Al-Nono 82’ Gaara \| |           |                       |         |  |
|                                                         |           |                       |         |  |
|                                                         | Marcatori | 16’ Al-Nono 82’ Gaara |         |  |

| San'a 25 settembre 2002 | Al-Ahli | 2 – 0 | Zhashtyk |  |

| Beirut 10 settembre 2002                    | Al-Ansar  | 1 – 0 | Al-Faisali |  |
| \| \| \| \| \| Nahle 90’ \| Marcatori \| \| |           |       |            |  |
|                                             |           |       |            |  |
| Nahle 90’                                   | Marcatori |       |            |  |

| Amman 25 settembre 2002                                                 | Al-Faisali | 3 – 0 | Al-Ansar | Stadio Internazionale di Amman |
| \| \| \| \| \| Mansur 3’ al-Tawaiha 34’ al-Shbul 44’ \| Marcatori \| \| |            |       |          |                                |
|                                                                         |            |       |          |                                |
| Mansur 3’ al-Tawaiha 34’ al-Shbul 44’                                   | Marcatori  |       |          |                                |

| 10 settembre 2002 | Kopetdag Asgabat | – | Al-Sadd |  |

| 24 settembre 2002 | Al-Sadd | – | Kopetdag Asgabat |  |

| 10 settembre 2002 | Busaitin | – | Al-Jaish |  |

| 24 settembre 2002 | Al-Jaish | – | Busaitin |  |

| Tashkent 11 settembre 2002                                                     | Pakhtakor Taskent | 3 – 2 | Al-Wihdat | Stadio Pakhtakor |
| \| \| \| \| \| Gochculiyev 32’ (rig.) Djeparov 56’ Tadjiyev \| Marcatori \| \| |                   |       |           |                  |
|                                                                                |                   |       |           |                  |
| Gochculiyev 32’ (rig.) Djeparov 56’ Tadjiyev                                   | Marcatori         |       |           |                  |

| Amman 27 settembre 2002 | Al-Wihdat | 2 – 2 | Pakhtakor Tashkent |  |

| 10 settembre 2002 | Al-Qods | – | Essa Town |  |

| 24 settembre 2002 | Essa Town | – | Al-Qods |  |

| 10 settembre 2002 | Al-Ittihad | – | FK Khujand |  |

| 24 settembre 2002 | FK Khujand | – | Al-Ittihad |  |

| Dubai 11 settembre 2002                         | Al-Ahli   | 2 – 0 | Al-Kuwait Kaifan |  |
| \| \| \| \| \| Sbwe 50’, 53’ \| Marcatori \| \| |           |       |                  |  |
|                                                 |           |       |                  |  |
| Sbwe 50’, 53’                                   | Marcatori |       |                  |  |

| Kuwait City 24 settembre 2002                                               | Al-Kuwait Kaifan | 3 – 1       | Al-Ahli |  |
| \| \| \| \| \| al-Mutairi 63’ Dione 70’, 76’ \| Marcatori \| 48’ al-Afwi \| |                  |             |         |  |
|                                                                             |                  |             |         |  |
| al-Mutairi 63’ Dione 70’, 76’                                               | Marcatori        | 48’ al-Afwi |         |  |

Passano il turno Al-Ahli (Yemen, 4-0), Al-Faisali (3-1), Al-Sadd (rinuncia), Al-Jaish (squalifica dell'avversario), Pakhtakor Tashkent (5-4), Al-Qods (squalifica dell'avversario), Al-Ittihad (squalifica dell'avversario) ed Al-Ahli (EAU, 3-3 con gol in trasferta).

### 3º turno eliminatorio
Degli otto incontri previsti, due non sono stati giocati in seguito alla squalifica del Regar-TadAZ Tursun-Zade (squalifica della federazione tagika) e alla rinuncia dell'Al-Qods (motivi di instabilità politica).
| San'a 9 ottobre 2002 | Al-Ahli | 1 – 2 | Neftčij Farg'ona |  |

| Fergana 23 ottobre 2002 | Neftčij Farg'ona | 6 – 0 | Al-Ahli |  |

| Doha 9 ottobre 2002 | Al-Sadd | 1 – 1 | Al-Zawraa |  |

| Baghdad 22 ottobre 2002 | Al-Zawraa | 1 – 2 | Al-Sadd |  |

| 8 ottobre 2002 | Al-Jaish | – | Regar-TadAZ Tursun-Zade |  |

| 23 ottobre 2002 | Regar-TadAZ Tursun-Zade | – | Al-Jaish |  |

| Teheran 9 ottobre 2002 | Esteghlal | 2 – 0 | Al Faizali |  |

| Amman 25 ottobre 2002 | Al Faizali | 0 – 1 | Esteghlal |  |

| Dubai 9 ottobre 2002 | Al-Ahli | 3 – 2 | Al-Ahli |  |

| Jedda 23 ottobre 2002 | Al-Ahli | 2 – 2 | Al-Ahli |  |

| Aleppo 8 ottobre 2002 | Al-Ittihad | 1 – 1 | Al-Arabi |  |

| Kuwait City 23 ottobre 2002 | Al-Arabi | 4 – 0 | Al-Ittihad |  |

| 8 ottobre 2002 | Al-Qods | – | Nisa Asgabat |  |

| 22 ottobre 2002 | Nisa Asgabat | – | Al-Qods |  |

| Doha 10 ottobre 2002 | Al-Ittihad | 4 – 3 | Pakhtakor Tashkent |  |

| Tashkent 25 ottobre 2002 | Pakhtakor Tashkent | 3 – 0 | Al-Ittihad |  |

Passano il turno Neftčij Farg'ona (8-1), Al-Sadd (3-2), Al-Jaish (squalifica dell'avversario), Esteghlal (3-0), Al-Ahli (EAU, 5-4), Al-Arabi (5-1), Nisa Asgabat (rinuncia) e Pakhtakor Tashkent (6-4).

### 4º turno eliminatorio
Dei quattro incontri previsti, uno non è stato giocato in seguito alla rinuncia dell'Al-Arabi.
| Damasco novembre 2002 | Al-Jaish | 1 – 1 | Al-Sadd |  |

| Doha novembre 2002 | Al-Sadd | 1 – 1 | Al-Jaish |  |

| novembre 2002 | Nisa Asgabat | – | Al-Arabi |  |

| novembre 2002 | Al-Arabi | – | Nisa Asgabat |  |

| Tashkent novembre 2002 | Pakhtakor Tashkent | 3 – 2 | Al-Ahli |  |

| Dubai novembre 2002 | Al-Ahli | 0 – 1 | Pakhtakor Tashkent |  |

| Teheran novembre 2002 | Esteghlal | 1 – 0 | Neftčij Farg'ona |  |

| Fergana novembre 2002 | Neftčij Farg'ona | 2 – 1 | Esteghlal |  |

Si qualificano alla fase finale Al-Sadd (2-2, miglior quoziente), Nisa Asgabat (rinuncia), Pakhtakor Tashkent (4-2) ed Esteghlal (2-2 con gol in trasferta).

## Zona 2 (Asia orientale)

### 1º turno eliminatorio
| Colombo 10 settembre 2002                             | Saunders SC | 0 – 2               | Mohun Bagan |  |
| \| \| \| \| \| \| Marcatori \| 19’ Bhutia 54’ Ekeh \| |             |                     |             |  |
|                                                       |             |                     |             |  |
|                                                       | Marcatori   | 19’ Bhutia 54’ Ekeh |             |  |

| Calcutta 22 settembre 2002                                                                | Mohun Bagan | 5 – 1      | Saunders SC | Stadio Salt Lake |
| \| \| \| \| \| Bhutia 15’, 25’ Barreto 33’ Ekeh 41’ Sen 59’ \| Marcatori \| 45’ Kumara \| |             |            |             |                  |
|                                                                                           |             |            |             |                  |
| Bhutia 15’, 25’ Barreto 33’ Ekeh 41’ Sen 59’                                              | Marcatori   | 45’ Kumara |             |                  |

| Colombo 10 settembre 2002                                    | Sri Lanka Air Force | 1 – 1        | New Radiant | Stadio Sugathadasa |
| \| \| \| \| \| Priyantha 42’ \| Marcatori \| Lareef 90+2’ \| |                     |              |             |                    |
|                                                              |                     |              |             |                    |
| Priyantha 42’                                                | Marcatori           | Lareef 90+2’ |             |                    |

| Male 22 settembre 2002                                          | New Radiant | 2 – 1 (d.t.s.) | Sri Lanka Air Force |  |
| \| \| \| \| \| Qhafoor 47’, 95’ \| Marcatori \| Fernando 68’ \| |             |                |                     |  |
|                                                                 |             |                |                     |  |
| Qhafoor 47’, 95’                                                | Marcatori   | Fernando 68’   |                     |  |

Passano il turno Mohun Bagan (7-1) e New Radiant (3-2).

### 2º turno eliminatorio
| Taipa 9 ottobre 2002 | Monte Carlo | 1 – 5 | Daejeon Citizen |  |

| Daejeon 23 ottobre 2002 | Daejeon Citizen | 3 – 0 | Monte Carlo |  |

| Calcutta 9 ottobre 2002 | Mohun Bagan | 2 – 2 | Club Valencia |  |

| Male 22 ottobre 2002 | Club Valencia | 0 – 3 | Mohun Bagan |  |

| Singapore 6 ottobre 2002 | Geylang United FC | 3 – 0 | DPMM | Stadio Bedok |

| Bandar Seri Begawan 22 ottobre 2002 | DPMM | 0 – 4 | Geylang United FC |  |

| Gresik 8 ottobre 2002 | Petrokimia Putra | 3 – 1 | Shanghai Shenhua |  |

| Shanghai 23 ottobre 2002 | Shanghai Shenhua | 5 – 1 | Petrokimia Putra |  |

| Shimizu 9 ottobre 2002, ore 19:00 UTC+9 | Shimizu S-Pulse | 7 – 0 | New Radiant | Stadio Sportivo Nihondaira |

| Male 23 ottobre 2002, ore 15:30 UTC+5 | New Radiant | 0 – 0 | Shimizu S-Pulse |  |

| Giacarta 8 ottobre 2002 | Persita Tangerang | 0 – 1 | Osotsapa FC |  |

| Bangkok 23 ottobre 2002 | Osotsapa FC | 0 – 0 | Persita Tangerang |  |

| Goa 11 ottobre 2002 | Churchill Brothers | 2 – 0 | Saigon Port |  |

| Ho Chi Minh 25 ottobre 2002 | Saigon Port | 1 – 0 | Churchill Brothers |  |

| Hong Kong 8 ottobre 2002 | South China | 2 – 1 | Home United FC | Stadio Hong Kong |

| Singapore 22 ottobre 2002 | Home United FC | 1 – 1 | South China | Stadio Bishan |

Passano il turno Daejeon Citizen (8-1), Mohun Bagan (5-2), Geylang United FC (7-0), Shanghai Shenhua (6-4), Shimizu S-Pulse (7-0), Osotsapa FC (1-0), Churchill Brothers (2-1) e South China (3-2).

### 3º turno eliminatorio
| Shanghai novembre 2002 | Shanghai Shenhua | 3 – 0 | Geylang United FC |  |

| Singapore novembre 2002 | Geylang United FC | 1 – 2 | Shanghai Shenhua |  |

| Daejeon novembre 2002 | Daejeon Citizen | 6 – 0 | Mohun Bagan |  |

| Calcutta novembre 2002 | Mohun Bagan | 1 – 2 | Daejeon Citizen |  |

| Hong Kong 12 novembre 2002, ore 20:00 UTC+8 | South China | 0 – 5 | Shimizu S-Pulse |  |

| Shimizu 27 novembre 2002, ore 19:00 UTC+9 | Shimizu S-Pulse | 3 – 1 | South China | Stadio Sportivo Nihondaira |

| Goa novembre 2002 | Churchill Brothers | 1 – 1 | Osotsapa FC |  |

| Bangkok novembre 2002 | Osotsapa FC | 6 – 3 | Churchill Brothers |  |

Si qualificano alla fase finale Shanghai Shenhua (5-1), Daejeon Citizen (8-1), Shimizu S-Pulse (8-1) ed Osotsapa FC (7-4).

## Squadre qualificate alla fase finale

### Asia occidentale
- Esteghlal
- Al-Sadd
- Nisa Asgabat
- Pakhtakor Tashkent

### Asia orientale
- Shanghai Shenhua
- Daejeon Citizen
- Shimizu S-Pulse
- Osotsapa FC

## Fonti
- (EN)  Scheda Archiviato il 24 settembre 2008 in Internet Archive. su Soccer.h1.ru
- (EN)  Scheda sulla AFC Champions League 2002-2003 Archiviato il 17 maggio 2008 in Internet Archive. su Goal2002.com